# Scaptesyle nietneri
Scaptesyle nietneri är en fjärilsart som beskrevs av Felder 1868. Scaptesyle nietneri ingår i släktet Scaptesyle och familjen björnspinnare. Inga underarter finns listade.